# Kiczka (budownictwo)
Kiczka (snopek) – wyrób budowlany wykonywany z żytniej słomy. Słoma na kiczki musiała być prosta i niezgnieciona a więc była odpowiednio przygotowywana. Zboże było żęte sierpem lub koszone kosą i ręcznie młócone cepem. Kiczki wykonywano z długiej żytniej słomy w ten sposób, że pęk słomy (mocno ściśnięty miał średnicę ok. 8-10 cm) ustawiano na płaskim podłożu, następnie załamywano górną część (kłosy) na wysokości ok. 80 cm do 1 m pod kątem 180° i mocno obwiązywano pasemkiem słomy tworząc tzw. główkę, która później podczas krycia dachu służyła do zamocowania kiczki w strzesze. Kiczki układano poziomymi rzędami na drewnianych łatach i dociskano cienkimi żerdkami. Żerdki przywiązywano do łat słomianym powrósłem co 5-8 kiczek, w taki sposób, że tworzyły schodkową strzechę. Stosowana powszechnie jeszcze w latach 50. XX wieku. Obecnie stosowana do krycia domków letniskowych.